# 迪美迪斯·沙賓基迪斯
迪美迪斯·沙賓基迪斯（希臘語：Δημήτρης Σαλπιγγίδης，1981年8月18日—）出生於塞薩洛尼基，希臘足球員，司職前鋒。曾效力希臘球會PAOK，亦是希臘國家隊成員。

## 足球生涯

### 球會
沙賓基迪斯在PAOK青年軍出身，他從小已是該隊支持者。從小球會已發現他有很高的潛質，因此球會將他外借至希甲卡華拿兩季，以汲取經驗。他在希甲成為神射手。沙賓基迪斯要求歸隊，他的恩師安拿斯達斯亞迪斯（Angelos Anastasiadis）答應了他的要求。他重返PAOK，並成為該隊的主力。
在重返球隊的幾個月，沙賓基迪斯只能在PAOK出任右中場。在翌季，PAOK面臨財政困難，需賣出陣中主力套現，包括前鋒扬尼斯·奥卡斯（Ioannis Okkas）和前紐卡素射手佐加度斯（Georgios Georgiadis）。沙賓基迪斯因此回復前鋒位置，並成為球隊隊長，時齡21歲。在球隊資金有限之下，沙賓基迪斯在2003/04年球季帶領球會取得季軍，並得到歐聯外圍賽參賽資格。由於他是PAOK不可或缺的球員，在2004年夏天他獲批准缺席一場希臘奧運隊的比賽，以替球會出戰歐聯外圍賽對特拉維夫馬卡比。但PAOK在被該支以色列球隊淘汰之後，教練安拿斯達斯亞迪斯被辭退，同時，在球隊的財政漸趨艱難，PAOK不得不出售旗下球員套現。因此，沙賓基迪斯終在2006年夏天離開母會。他在效力PAOK的最後一季成為聯賽神射手，他共為PAOK上陣103場取得50個入球。
2006年夏天，球隊主席簡尼斯·哥文奴斯（Giannis Goumenos）宣布掛牌出售沙賓基迪斯，他得到希臘三大豪門奧林比亞高斯、AEK雅典和彭拿典奈高斯的垂青。但沙賓基迪斯作為PAOK的球員，他公開拒絕了條件最好、但為PAOK宿敵的奧林比亞高斯。經過一段長時間的談判，他以170萬歐羅轉會費加三名球員（包括辛度·托基利、哥斯達斯·查拉林比迪斯和阿芬拿西奧斯·迪斯加斯）加盟彭拿典奈高斯，簽約四年，這筆價值約500萬歐羅的交易成為希臘國內轉會費第三高。2010年6月16日，沙賓基迪斯和彭拿典奈高斯約滿後，正式重返母會PAOK。

### 國家隊
沙賓基迪斯曾38次代表希臘國家隊，並射入4球，包括在2010年世界盃外圍賽附加賽對烏克蘭次回合的奠勝球，助希臘隊打入2010年世界盃決賽週
。
2010年6月17日，在2010年世界盃小組賽對尼日利亞一戰，他為希臘攻入扳平一球，這球亦是希臘在世界盃史上首個入球。當時他在禁區外射門，皮球「省」中對方球員夏魯拿（Lukman Haruna）改變方向入網。

## 國際賽入球
| #  | 日期       | 地點             | 對手     | 入球比數 | 賽果 | 賽事               |
| -- | ---------- | ---------------- | -------- | -------- | ---- | ------------------ |
| 1. | 5-2-2008   | 塞浦路斯尼科西亞 | 捷克     | 1-0      | 勝   | 友誼賽             |
| 2. | 1-4-2009   | 希臘伊拉克利翁   | 以色列   | 2-1      | 勝   | 2010年世界盃外圍賽 |
| 3. | 18-11-2009 | 烏克蘭顿涅茨克   | 乌克兰   | 0–1      | 勝   | 2010年世界盃外圍賽 |
| 4. | 17-6-2010  | 南非布隆方丹     | 奈及利亞 | 2-1      | 勝   | 2010年世界盃足球賽 |

## 榮譽

### PAOK
- 希臘盃：2002-03

### 彭拿典奈高斯
- 希超：2009-10
- 希臘盃：2009-10

### 個人
- 希超神射手: 1

2005/06
- 希臘足球先生: 2

2007/08、2008/09

## 外部連結
- 官方網站